# مقياس الملوحة

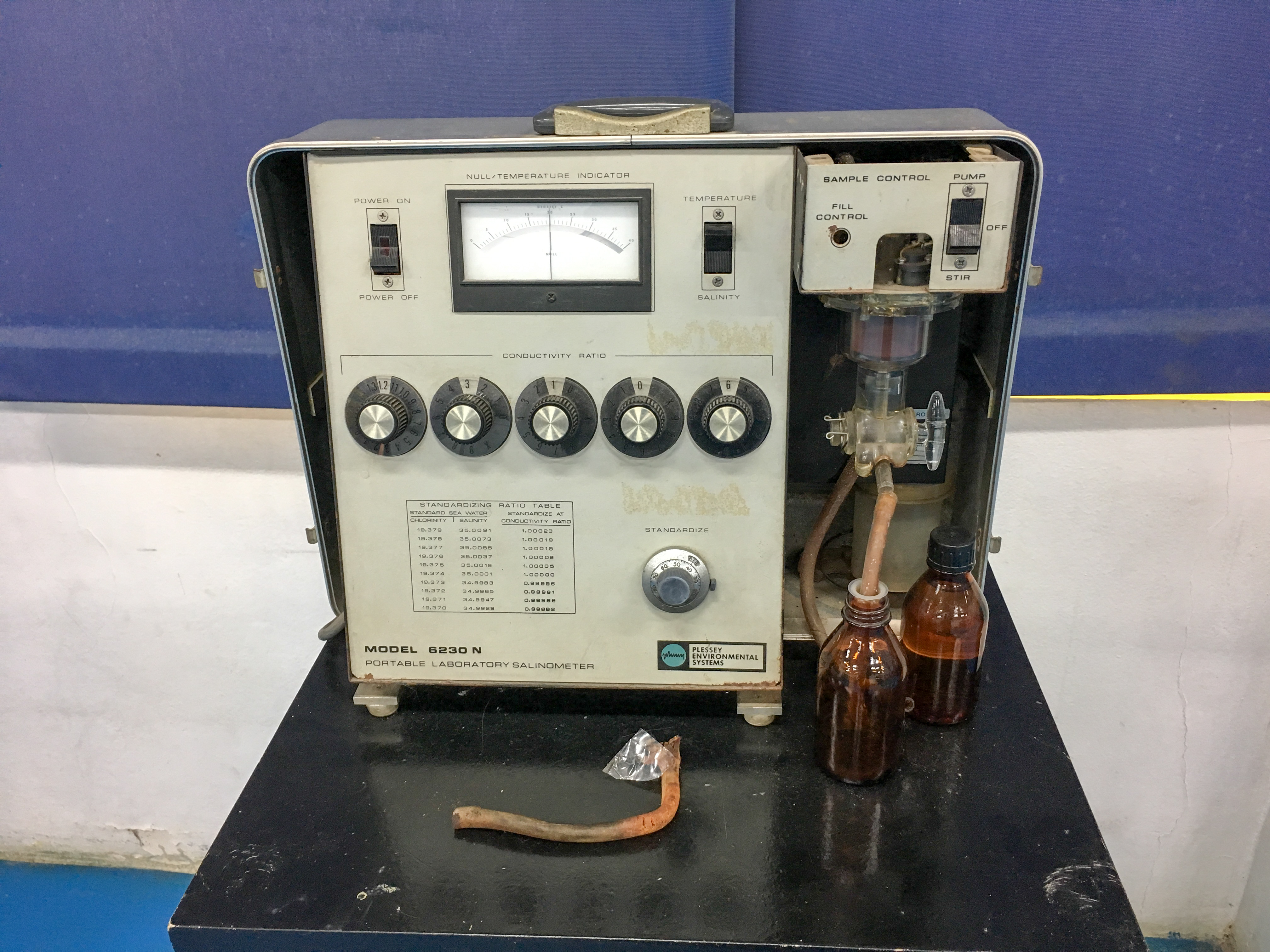
مقياس الملوحة

مقياس الملوحة (بالإنجليزية: Salinometer)، هو جهاز صمم لقياس الملوحة، أو محتوى محلول من الأملاح الذائبة.
نظرًا لأن الملوحة تؤثر على كل من الموصلية الكهربائية والجاذبية النوعية للمحلول، غالبًا ما يتكون مقياس الملوحة من مقياس الموصلية الكهربائية أو المكثاف وبعض الأخرى. يمكن معايرة مقياس الملوحة إما في السيمنز، أو وحدة التوصيل الكهربائي، (عادة ما تكون من 0 إلى 22) أو معايرة مباشرة للملح في «حبة لكل جالون» (0-0.5). تكون القراءة النموذجية على متن السفينة 2 سيمنز أو 0.05 حبة لكل جالون.

## التطبيقات
تستخدم مولدات المياه العذبة (المبخرات) أجهزة قياس الملوحة على تصريف التقطير لقياس جودة المياه. يمكن توجيه المياه من المبخر لإمدادات المياه الصالحة للشرب، لذلك فإن المياه المالحة غير مرغوب فيها للاستهلاك البشري.
في بعض السفن، يلزم تقطير عالي الجودة للاستخدام في غلايات أنابيب المياه، حيث تكون المياه المالحة كارثية. في هذه السفن، يتم أيضًا تثبيت مقياس الملوحة على نظام التغذية حيث ينبه المهندس إلى أي تلوث بالملح. قد يقوم مقياس الملوحة بتحويل خرج المبخر من المياه العذبة إلى خزانات تغذية المياه تلقائيًا، اعتمادًا على جودة المياه.